# Christina’s House
Christina's House ist ein kanadischer Horrorfilm aus dem Jahr 2000. Regie führte Gavin Wilding.

## Handlung
Christina, fast 17, zieht mit ihrem Vater und ihrem Bruder in eine Ortschaft in der Provinz, um ihrer Mutter nahe zu sein, die in einer Psychiatrischen Klinik untergebracht ist. Sowohl ihr Freund Eddy als auch der Aushilfsarbeiter Howie haben ein Auge auf Christina geworfen, was ihrem Vater ein Dorn im Auge ist. Außerdem muss sie auf ihren 14-jährigen Bruder aufpassen. Schon bald geschehen seltsame Dinge, Christina hört Schritte und andere Geräusche aus dem Dachboden, obwohl dort niemand zu wohnen scheint. Mehrere Mädchen aus ihrer Umgebung verschwinden spurlos. Eines Tages klemmen die Türen; Fenster lassen sich weder öffnen noch zerstören. Jetzt offenbart sich das Geheimnis dieses Hauses.

## Kritiken
Die Filmzeitschrift Cinema beurteilte den Film als „simpel gestrickt[en], aber effektvoll[en]“, „netten, kleinen Spukhaus-Thriller“.